# Іоселіані Нана Михайлівна
На́на Іоселіа́ні (груз. ნანა იოსელიანი; (12 лютого 1962) — радянська та грузинська шахістка, гросмейстер серед жінок від 1980 року, має також титул міжнародного майстра серед чоловіків від 1993 року.

## Шахова кар'єра
У 1978 і 1979 році Нана Іоселіані двічі підряд вигравала титул чемпіонки Європи серед юніорів. У 1981 році (поділено з Ноною Гапріндашвілі) і 1982 році вигравала титул чемпіонки СРСР з шахів. У 1979 році виграла міжзональний турнір у Ріо-де-Жанейро в циклі претенденток на звання чемпіонки світу, у 1980 році виграла півфінальний матч претенденток у Нони Гапріндашвілі, але у наступному році програла фінальний матч Нані Александрії 2,5-6,5. У 1985 році невдало виступила на міжзональному турнірі у Гавані, розділивши 3—5 місця, та не потрапила на турнір претенденток у Мальме. У 1987 році виграла міжзональний турнір у Тузлі та здобула право грати матч на звання чемпіонки світу з Маєю Чибурданідзе. Цей матч відбувся у 1988 році в Телаві і завершився перемогою Чибурданідзе з рахунком 8,5-7,5. У 1993 році також грала матч на першість світу серед жінок і програла китайській шахістці Се Цзюнь (2,5-8,5).
Від 1980 до 2002 року брала участь у восьми шахових олімпіадах, на двох у складі збірної СРСР і на шести у складі збірної Грузії. Усього завоювала 14 медалей, у тому числу 7 золотих (2 індивідуальні и 5 командних), 4 срібних і 3 бронзових.
Найвищого рейтингу (2520 пунктів) досягла у липні 1997 року, поділяючи 4—5 місця з Пією Крамлінг у світовому рейтингу ФІДЕ, поступаючись лише сестрам Юдіт і Жужі Полгар та Маї Чибурданідзе. Останнє значення рейтингу (2475 пунктів) зафіксовано в січні 2003 року. Відтоді Нана Іоселіани не провела жодної гри на міжнародному рівні.
Натепер Нана Іоселіані проживає у Чехії.